# Den Grooten Cruywaeghen en den Cleynen Cruywaeghen

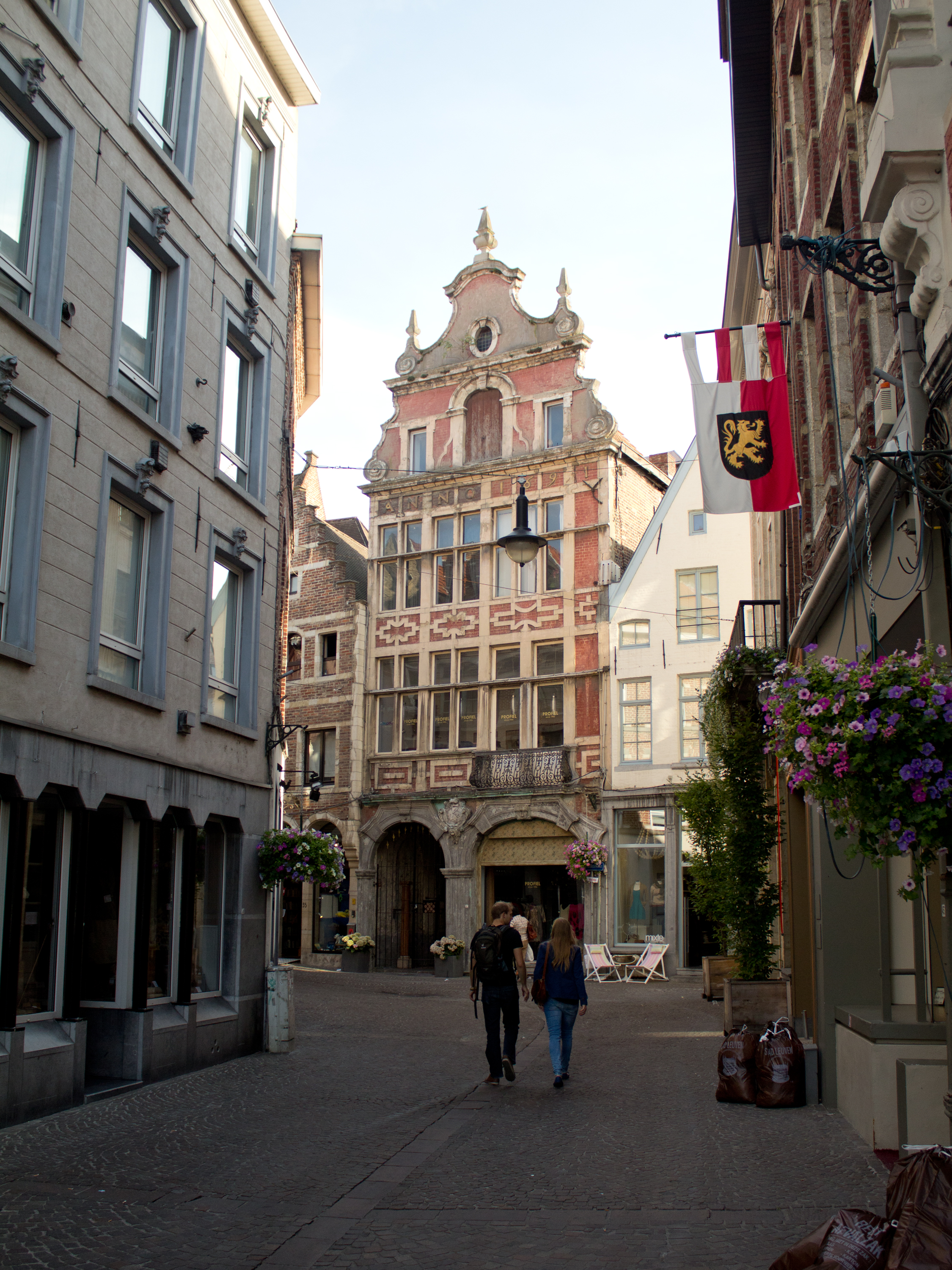
Links Den Grooten Cruywaeghen (rood) en rechts Den Cleynen Cruywaeghen (wit)

Den Grooten en Den Cleynen Cruywaeghen (1421-1795) waren een brouwerij en een herberg naast elkaar tijdens het ancien régime, in het centrum van Leuven (Zuidelijke Nederlanden). De handelspanden bevinden zich thans in de Mechelsestraat in Leuven (België).
In 2025 ondergaat Den Grooten Cruywaeghen een grondige gevelrenovatie. 

## Historiek
In 1421 reeds bestond Den Cruywaeghen, de latere Grooten Cruywaeghen, als een brouwershuis met achteraan een brouwerij. Het was een van de grotere brouwerijen in Leuven. In de 17e eeuw was de brouwer eigenaar geworden van het buurhuis, dat een herberg was. Vanaf 1675 was er sprake van zowel Den Grooten Cruywaeghen voor de brouwerij, als van Den Cleynen Cruywaeghen voor de herberg. In de herberg stond de tap van de brouwerij. In 1691 werd de façade van het brouwershuis verfraaid met een hoge trapgevel in rode kleur, in barokke stijl. De steen in de gevel vermeldt dit jaar 1691.
Vanaf de 19e eeuw werden in de beide panden handelszaken geïnstalleerd.
In 1996 werd Den Grooten Cruywaeghen beschermd erfgoed van de Vlaamse Gemeenschap; Den Cleynen Cruywaeghen volgde in 2001.